# 김희관
김희관(金熙官, 1963년 11월 17일 ~ )은 전라북도 전주지검 정읍지청장 등을 거쳐 제44대 광주고등검찰청 검사장 직책을 역임한 대한민국의 법조인이다.

## 생애
1963년 전라북도 익산에서 태어나 전주고등학교를 거쳐 1985년 서울대학교 법학과 재학 중 제27회 사법시험에 합격하고 1986년 대학을 졸업했다. 사법연수원 17기를 수료하고 1988년 서울지방검찰청 동부지청 검사에 임용되었다. 1993년 하버드대학교 대학원에서 법학 석사학위를 취득하였다. 
2009년 검사장으로 승진했다. 2015년 검찰총장 최종 후보에 올랐던 김희관은 김수남 대검찰청 차장에 밀렸으며 문재인 정부가 출범한 이후 문무일 검찰총장이 임명된 직후 검찰에서 퇴임했다. 김희관의 퇴임으로 인하여 전라북도 출신으로 검사장급 이상 고위간부는 없게 되었다.

## 경력
- 1988년 서울지방검찰청 동부지청 검사
- 1997년 서울지방검찰청 검사
- 1999년 부산지방검찰청 검사
- 2000년 부산지방검찰청 부부장검사
- 2000년 7월 ~ 2001년 6월 제42대 전주지방검찰청 정읍지청 지청장
- 2001년 대검찰청 검찰연구관
- 2003년 대검찰청 범죄정보 제2담당관
- 2003년 수원지방검찰청 공판송무부 부장
- 2004년 법무부 검찰2과 과장
- 2006년 서울고등검찰청 검사
- 2006년 법무부 정책기획단 단장
- 2007년 서울중앙지방검찰청 형사1부 부장검사
- 2008년 대검찰청 공안기획관
- 2009년 서울중앙지방검찰청 2차장검사
- 2009년 대전지방검찰청 차장검사
- 2010년 ~ 2011년 법무부 기획관리실 실장
- 2011년 8월 ~ 2012년 7월 제34대 법무부 범죄예방정책국 국장
- 2012년 7월 18일 ~ 2013년 4월 9일 제11대 의정부지방검찰청 검사장
- 2013년 4월 10일 ~ 2013년 12월 23일 제59대 부산지방검찰청 검사장
- 2013년 12월 24일 ~ 2015년 2월 10일 제22대 대전고등검찰청 검사장
- 2015년 2월 11일 ~ 2015년 12월 23일 제44대 광주고등검찰청 검사장
- 2015년 12월 21일 ~ 2017년 7월 31일 제41대 법무연수원장
- 2017년 9월 ~ 2023년 1월 변호사김희관법률사무소 변호사
- 2019년 3월 GS홈쇼핑 사외이사 겸 감사위원회 위원
- 2020년 4월 ~ KT 컴플라이언스위원장 겸 최고준법감시자(CCO)
- 2022년 3월 ~ 중대산업재해 수사심의위원회 위원장
- 2022년 3월 ~ 신세계건설 사외이사 
  - 신세계건설 감사위원
  - 신세계건설 사외이사후보추천위원회 위원
  - 신세계건설 내부거래위원회 위원
  - 신세계건설 ESG위원회 위원장
- 2022년 3월 ~ 한솔제지 사외이사
- 2023년 1월 ~ 법무법인 태평양 변호사